# سنة الهيلق
سنة الهيلق،  وهي مجاعة حلت في الكويت في عام 1867 في عهد الشيخ عبد الله بن صباح الصباح، و الهيلق كلمة مرجعها الهلاك أو الهلك. حيث تعرضت الأقاليم المجاورة لإمارة الكويت لجفاف هائل لم يكن بالحسبان. وكانت الكويت متحصنة و لديها إمكانية العيش لهذا الجفاف. فأصبح سور الكويت هو الوجهة الرئيسية لهؤلاء المنكوبين. و كانت يد الخير تنتظرهم بالكويت حيث أمدوهم بالمال والطعام و المأوى. ظل بعضهم بالكويت لفترة زوال الجفاف التي دامت ثلاث سنوات و البعض استقر بالكويت.
أرَّخ يوسف بن عيسى القناعي لأحداث سنة «الهيلق» كتابه «صفحات من تاريخ الكويت» قائلاً: «الهيلگ: ليس لهذا الاسم أصل بالعربية، وإنما هو اصطلاحي ومعناه أن خلقاً من أهل فارس أصابتهم مجاعة و جاء عدد كبير منهم إلى الكويت و سموا بهذا الاسم، وهذه المجاعة حدثت سنة 1285 وانتهت سنة 1288 هجرية. كما كتب في تقويم صالح العجيري: (الهيلق جاؤوا إلى الكويت من ساحل الخليج الشرقي أثر المجاعة بين سنتي 1868م و 1871م). وكان أول من أرَّخ لهذه الحادثة المشهورة هو عبد العزيز الرشيد، حيث يقول في كتابه «تاريخ الكويت» ص95 حول الحوادث المشهورة: «الهيلق: جوع أصاب الكويتيين.. ابتداء من سنة 1285هـ ولم ينتهِ إلا في سنة 1288هـ.

## البداية من إيران
ازداد طلب السوق الأوروبي من القطن والتبغ والأفيون الفارسي، وكذلك قدمت زيادة الاستهلاك المحلي الهائل على التبغ فرصا استثمارية لملاك الأراضي، حيث تحولوا إلى زراعة المحاصيل النقدية بدلا من المحاصيل الزراعية. فساهم ابعاد السلع الزراعية في المجاعة المروعة التي اجتاحت بلاد فارس سنوات 1869-1871م، وراح ضحيتها نحو مليون شخص حسب بعض التقديرات، أو نحو سدس سكان إيران، وعدت أسوأ كارثة تصيب إيران في القرن التاسع عشر.

## محسنين تدخلوا لانقاذ السكان
- عبد اللطيف العتيقي.
- يوسف البدر.
- يوسف الصبيح.
- سالم بن سلطان.
- بيت ابن إبراهيم.